# Gert-Jan Theunisse
Gert-Jan Theunisse (Oss, 14 januari 1963) is een Nederlands voormalig wielrenner.

## Biografie
Theunisse, een klimspecialist, was prof van 1984 tot en met 1995. Hij haalde in z'n carrière diverse successen. Zo won hij in 1989 in de Tour de France de prestigieuze etappe naar l'Alpe d'Huez. In 1995 moest hij wegens zijn gezondheid zijn wielercarrière opgeven.
Theunisse is de laatste Nederlander geweest die het bergklassement (bolletjestrui) van de Ronde van Frankrijk op zijn naam schreef, en wel in 1989.
Hij had enkele bijnamen, één daarvan is De Blonde Engel.
Rondom Theunisse heeft altijd de geur van doping gehangen, hoewel hij dat tot de uitzending van Andere Tijden Sport van 30 juni 2013 over hem en Steven Rooks voor de camera altijd had ontkend. In die uitzending gaf hij toe dat bij PDM weleens 'de grenzen opgezocht werden en er ook weleens wat verbodens werd gebruikt'. In 1988 werd hij positief bevonden in de Tour, twee jaar later werd hij positief bevonden in de Waalse Pijl en de Ronde van het Baskenland.
In 1997 liep hij bij een ongeluk een gedeeltelijke dwarslaesie op. In 2014 kreeg Theunisse ernstige hartproblemen. Door de jarenlange beoefening van duursporten was zijn hart ernstig vergroot en kon, hoewel het hart in goede conditie was, het lichaam de toevoer van bloed naar het hart niet meer aan. Hij kreeg diverse hartinfarcten en werd uiteindelijk met spoed opgenomen op de intensive care van een ziekenhuis op Mallorca. Daar kreeg hij een speciaal voor hem aangepaste defibrillator ingebracht, die hij zelf 'de machine' noemde, en kreeg hij rust voorgeschreven. Door de afname van spiermassa speelden zijn rugproblemen, waaronder verlammingsverschijnselen, opnieuw op. Er werden twee hernia's, versleten wervels en tussenwervelschijven en osteoporose geconstateerd, waarna hij een risicovolle rugoperatie moest ondergaan waarbij een ruggenmergtransplantatie plaatsvond.
Theunisse is vader van twee kinderen. In 2016 was hij coach van motorcrosser Bas Vaessen.
April 2021 kwam naar buiten via een klachtenprocedure bij het Kifid dat Rabobank certificaten zijn enige inkomstenbron waren.

## Belangrijkste overwinningen
1988
- Clásica San Sebastián

1989
- 17e etappe Ronde van Frankrijk
- Bergklassement Ronde van Frankrijk
- Ploegenklassement Ronde van Frankrijk, met Steven Rooks, Raúl Alcalá, Johannes Draaijer, Martin Earley, Seán Kelly, Jörg Müller en Marc van Orsouw
- 6e etappe Ronde van Asturië
- Eindklassement Ronde van Asturië
- 4e etappe Tour de Trump

1991
- 1e etappe Ronde van Luxemburg
- Eindklassement Ronde van Luxemburg

1992
- 3e etappe A Ronde van Luxemburg

## Resultaten in voornaamste wedstrijden
| Jaar | Ronde van Italië | Ronde van Frankrijk | Ronde van Spanje |
| ---- | ---------------- | ------------------- | ---------------- |
| 1984 |                  |                     |                  |
| 1985 |                  |                     |                  |
| 1986 |                  |                     | 79e              |
| 1987 |                  | 48e                 | opgave           |
| 1988 | opgave           | 11e                 |                  |
| 1989 |                  | 4e (1)              |                  |
| 1990 | 15e              |                     |                  |
| 1991 |                  | 13e                 |                  |
| 1992 |                  | 13e                 | 11e              |
| 1993 |                  |                     |                  |
| 1994 |                  | opgave              | opgave           |

| Jaar | Milaan-San Remo | Gent-Wevelgem | Ronde van Vlaanderen | Amstel Gold Race | Luik-Bast.‑Luik | Ronde van Lombardije | Waalse Pijl | Parijs-Tours | Clásica San Sebastián |  | WK op de weg |  | Wereldranglijsten |
| ---- | --------------- | ------------- | -------------------- | ---------------- | --------------- | -------------------- | ----------- | ------------ | --------------------- |  | ------------ |  | ----------------- |
| 1984 |                 | 54e           |                      |                  |                 |                      |             | 46e          |                       |  |              |  |                   |
| 1985 | 114e            |               |                      |                  |                 |                      |             |              |                       |  |              |  |                   |
| 1986 |                 |               |                      |                  | 32e             | 28e                  | 56e         | 29e          |                       |  |              |  |                   |
| 1987 |                 |               |                      |                  | 19e             | 20e                  | 16e         | 21e          |                       |  |              |  |                   |
| 1988 | 21e             |               | 9e                   | 20e              | 16e             |                      | 17e         |              | ↑                     |  | 19e          |  | 19e (UWB)         |
| 1989 | 11e             |               |                      | 31e              | 15e             |                      | 19e         |              | 7e                    |  |              |  | 52e (UWB)         |
| 1990 |                 |               |                      | 27e              | 8e              |                      |             |              |                       |  |              |  |                   |
| 1991 |                 |               |                      |                  |                 |                      |             |              |                       |  | 18e          |  |                   |
| 1992 |                 |               | 28e                  | 10e              | 7e              | 17e                  | 11e         | 26e          |                       |  |              |  |                   |
| 1993 | 42e             |               |                      | 8e               | 13e             |                      | 8e          |              | 38e                   |  |              |  | 14e (UWB)         |
| 1994 | 84e             |               |                      | 28e              | 46e             |                      | 25e         |              |                       |  |              |  |                   |